# Monolistra bosnica
Monolistra (Pseudomonolistra) bosnica là một loài chân đều trong họ Sphaeromatidae. Loài này được Sket miêu tả khoa học năm 1970.